# Darapsa myron
Espèce
Darapsa myron est une espèce d'insectes lépidoptères de la famille des Sphingidae, de la sous-famille des Macroglossinae, de la tribu des Macroglossini, et du genre Darapsa .

## Description
Papillon d'une envergure de 4,5 à 6,5 cm. La face dorsale des ailes antérieures est  brun foncé à jaune pâle-gris avec une nuance olive. En règle générale, sur le bord de l'aile, il y a un point rectangulaire noir, mais il peut être réduit ou absent. La face dorsale des ailes postérieures est orange pâle.

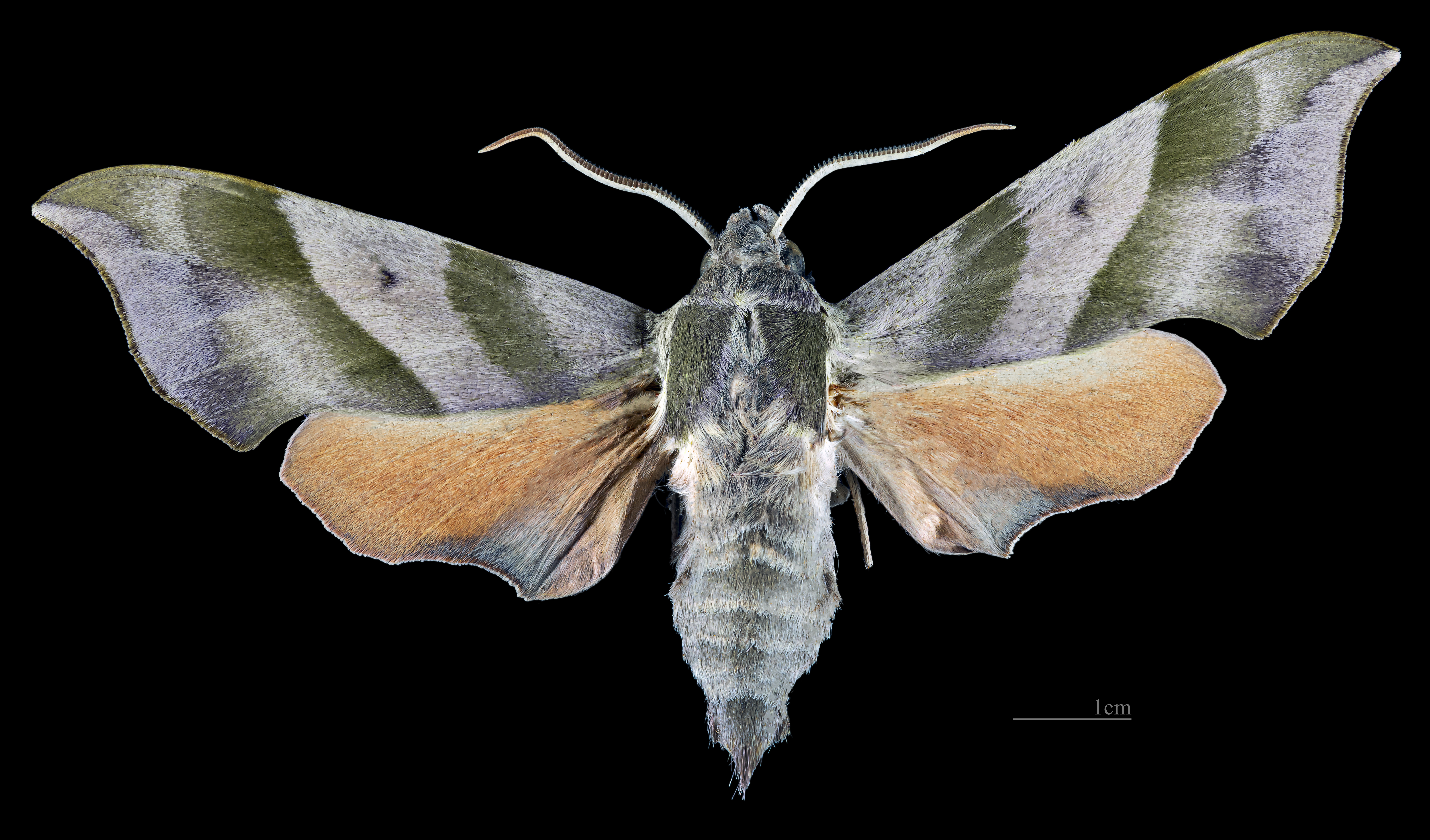
Avers du mâle (coll.MHNT)
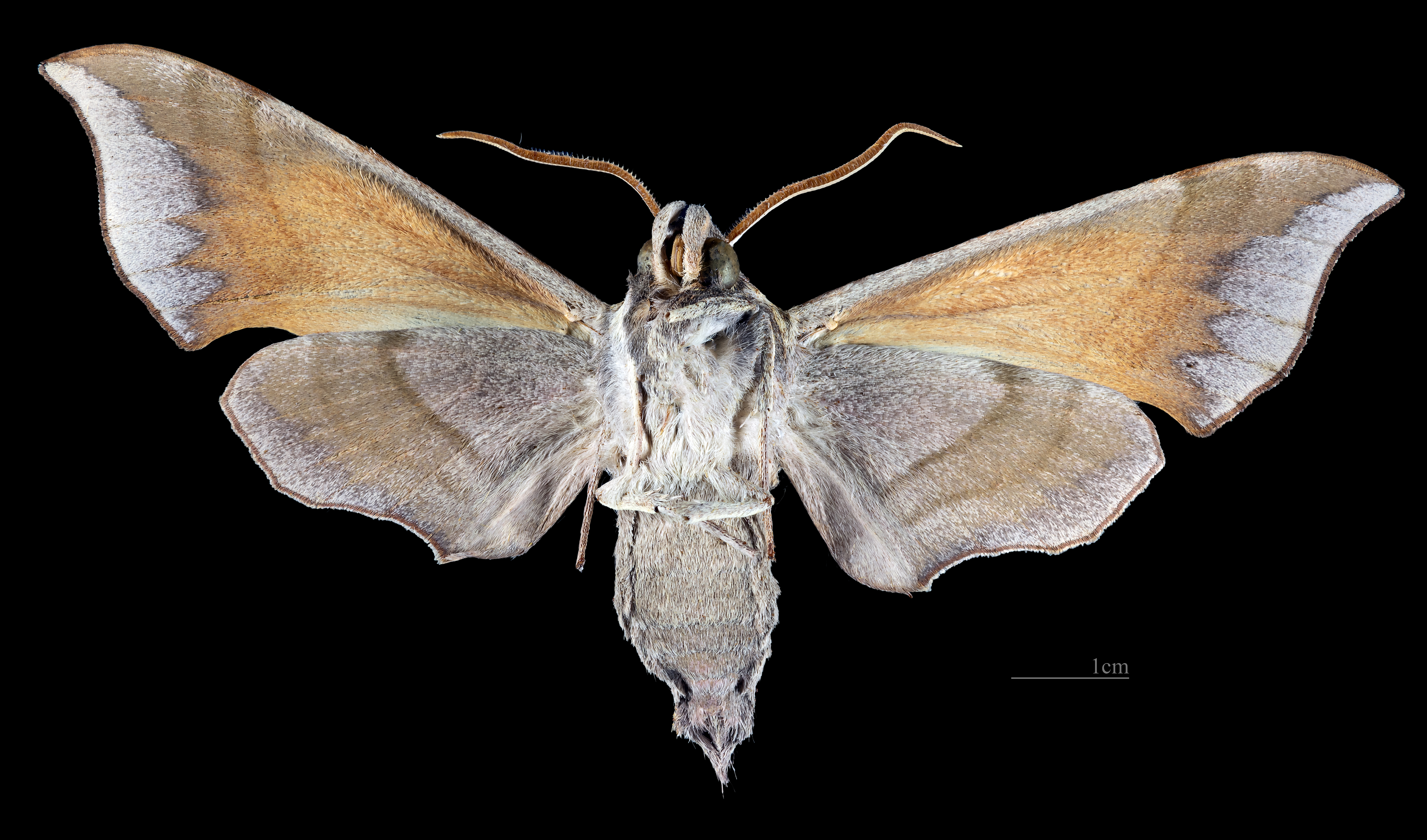
Revers du mâle (coll.MHNT)

## Répartition
Cette espèce est connue en Amérique du Nord en particulier dans le Maine, au sud de la Floride; à l'ouest du Dakota du Nord, au Nebraska, au Nouveau-Mexique et au Texas. On peut également la trouver au Mexique et au Canada.

## Biologie
Il y a 2 ou 3 pontes par an dans une grande partie de l'aire de répartition et les chenilles peuvent mûrir en trois semaines. Les chenilles se cachent sur la nervure médiane de leurs feuilles hôtes et se nourrissent la nuit. En juillet et août, cette espèce est abondante dans de nombreuses régions, notamment le Massachusetts et la Pennsylvanie. Les adultes émergent au milieu de l'après-midi et les femelles commencent à voler après le crépuscule. Au printemps, les adultes sont plus susceptibles de se nourrir du nectar des fleurs et boivent aussi des liquides provenant de fruits pourris. Dans les zones où l'espèce est fréquente, Darapsa myron est attiré facilement par les feux et les appâts sucrés, et est particulièrement actif entre le coucher du soleil et minuit. Les femelles ont des abdomens beaucoup plus arrondis tandis que l'extrémité de l'abdomen du mâle est en forme de bêche. L'appariement est assez rapide et les adultes captifs n'ont pas besoin d'être nourris. Les femelles pondent plus d'œufs lorsqu'elles sont nourries. Parfois, les adultes refusent complètement la nourriture. Les femelles fécondées pondent jusqu'à 150 petits œufs de couleur verte au départ, mais jaunissant en 48 heures, ce qui indique leur fertilité. L'incubation dure environ 6 jours. Les chenilles complètement développées virent au brun violacé avant de former un cocon mince et filé parmi les feuilles de l'hôte. Les nymphes sont soit écloses dans les 24 jours, soit en diapause, à la fin du mois de mai.
On sait que les chenilles se nourrissent de vigne vierge, d’Ampelopsis et de raisin.

## Systématique
- L'espèce Darapsa myron a été décrite par l’entomologiste hollandais Pieter Cramer en 1779 sous le nom initial de Sphinx myron[1]. La localité type est l'état de Virginie.

### Synonymie
- Sphinx myron Cramer, 1779 protonyme
- Sphinx pampinatrix J.E. Smith, 1797
- Otus cnotus Hübner, 1823
- Ampeloeca myron lutescens Clark, 1920
- Ampeloeca myron texana Clark, 1920
- Ampeloeca myron mexicana Gehlen, 1933
- Ampeloeca myron isatis Debauche, 1934

### Liste des sous-espèces
- Darapsa myron myron
- Darapsa myron mexicana (Gehlen, 1933) (Mexique)

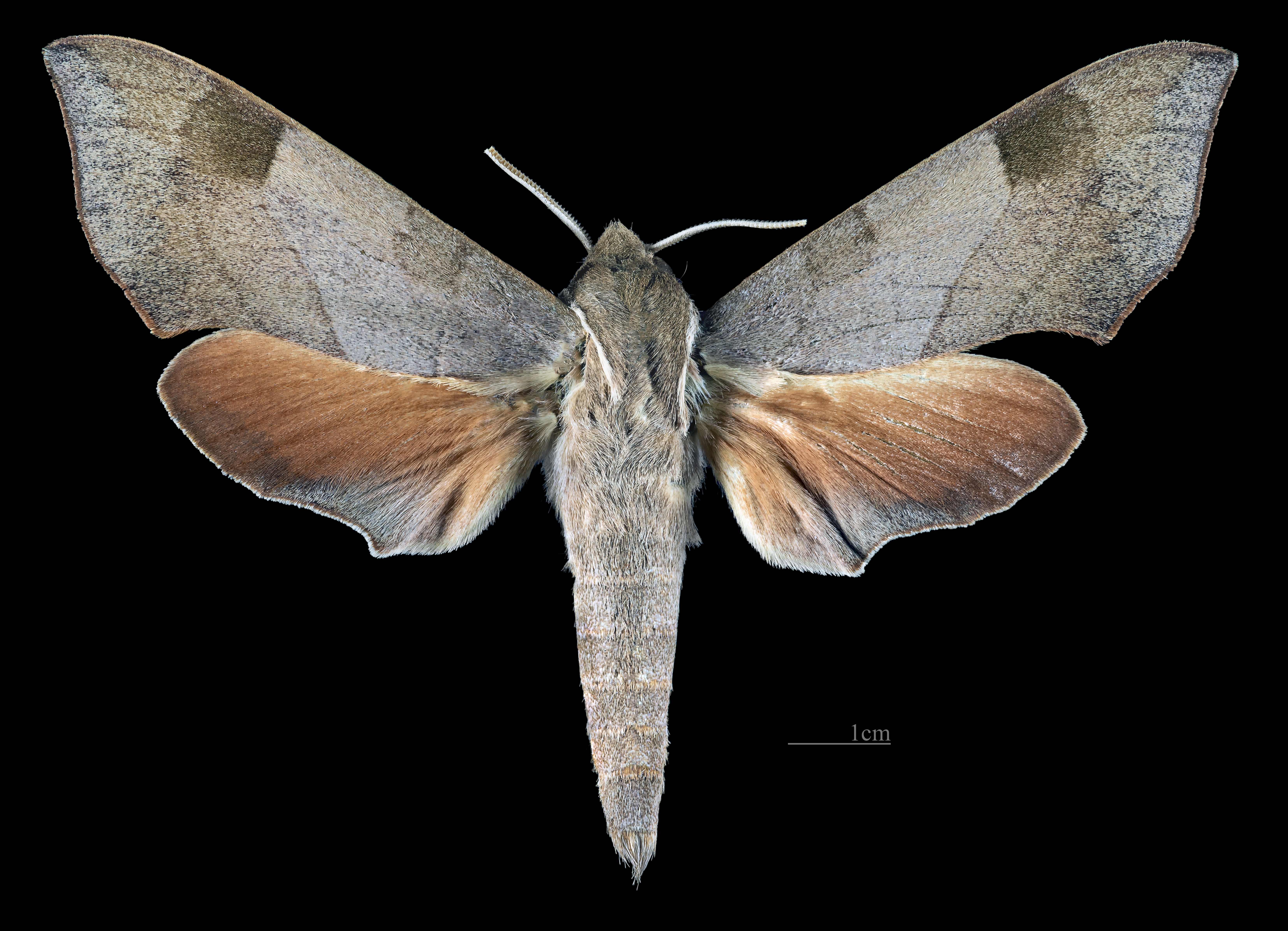
Darapsa myron mexicana avers (coll.MHNT)
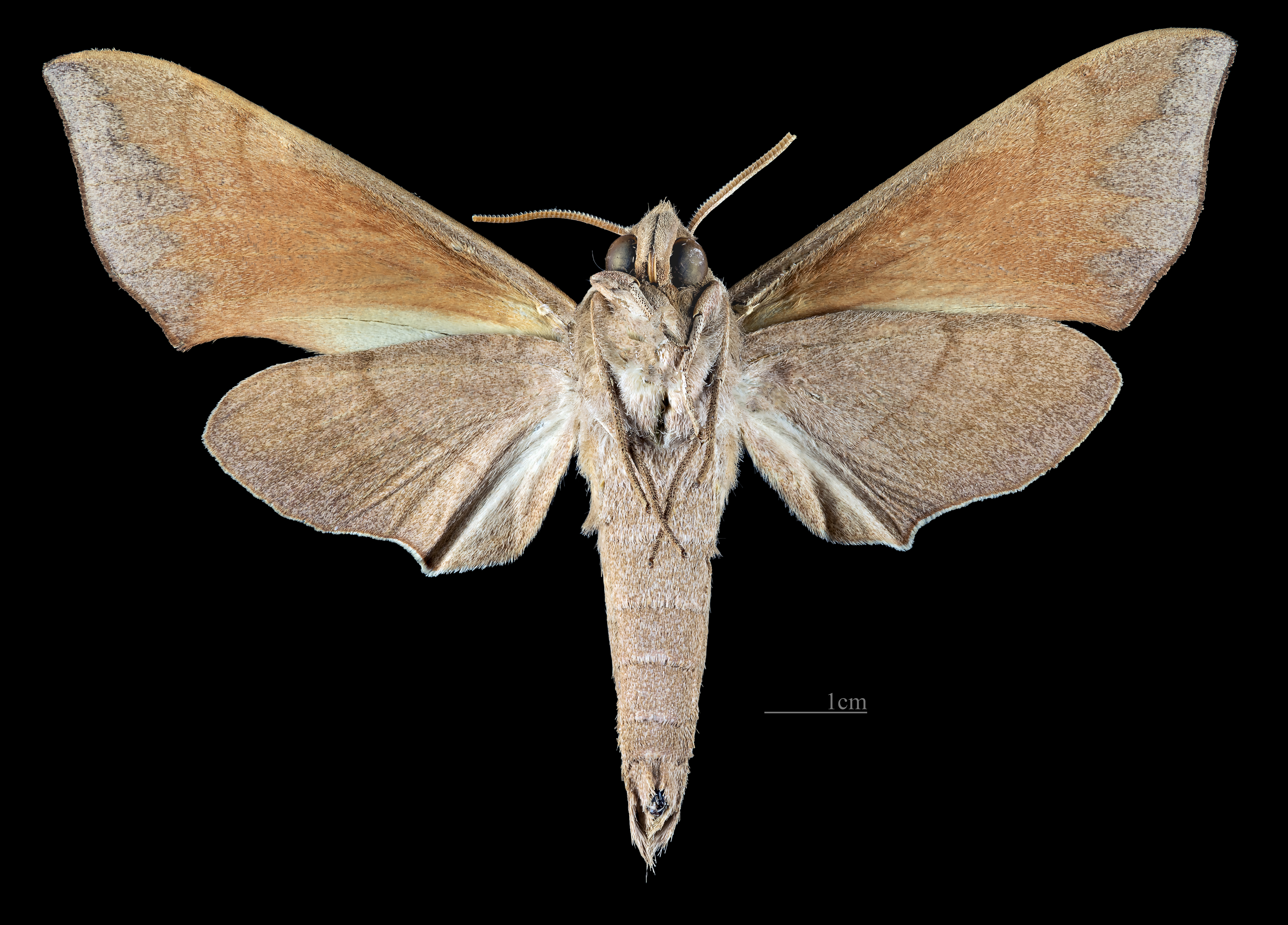
Darapsa myron mexicana revers (coll.MHNT)